# 비둘기자리
비둘기자리(Columba [kəˈlʌmbə])는 큰개자리와 토끼자리 아랫쪽에 위치한 작은 별자리이다.
동아시아의 별자리로는, 정수에 속한 '장인', '자', '손', '천시' 별자리의 영역에 해당한다.

## 별과 천체
별자리는 그다지 눈에 띄지 않는다. 가장 밝은 α별(α Columbae)은 2.65 등급으로, '팍트(Phact)'라 불리는데, 이는 아라비아어의 비둘기를 의미하는 'Al Fakhita'에서 온 것이다.
비둘기자리에는 '달아나는 별'이 있다. 이는 μ별(μ Columbae)로, 오리온성운 내의 오리온자리 ι별(ι Orionis)로부터 떨어져 나온 것으로 여겨진다.

## 신화와 역사

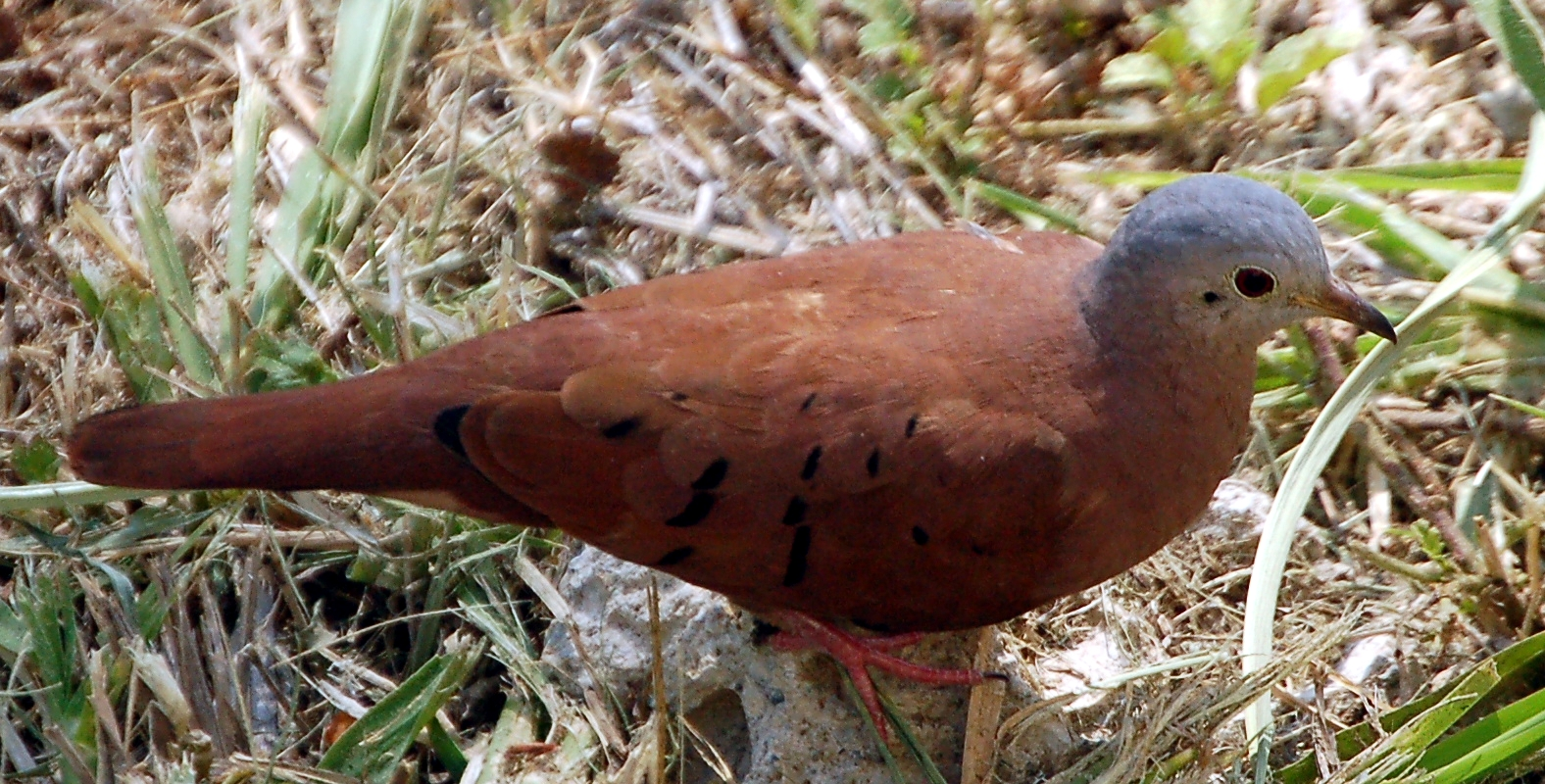
비둘기 (Columbina talpacoti)

비둘기자리는 1679년에 어거스틴 로여(Augustin Royer)에 의해 큰개자리로부터 분리되었다.
별자리가 확정되기 전, 비둘기자리는 'Columba Noachi'라는 명칭으로 이미 1603년에 바이어의 《우라노메트리아》의 별자리로 수록되어 있었다.
이 별자리는 성경의 '노아의 비둘기'를 의미한다. 이는 대홍수 후 처음 땅을 발견한 새이다. 비둘기를 별자리로서 도입한 것은 페트뤼스 플란시우스(Petrus Plancius)라고 추측되고 있다.

## 같이 보기
- 국제천문연맹 지정 별자리